# Anna (Duitse televisieserie)
Anna is een Duitse televisieserie. Het was in 1987 de Weihnachtsserie (Kerstserie) van de zender ZDF. De serie bestaat uit 6 afleveringen van 55 minuten. In 1988 is er ook een speelfilm van gemaakt.

## Verhaal
Anna is een Duits meisje dat door toedoen van haar broer met een auto-ongeluk voor een tijdje deels invalide raakt. Zij leert in het ziekenhuis een jongen kennen die in een rolstoel zit en raakt bevriend met hem. Zij gaat haar eigen weg en volgt een cursus is balletdansen onder leiding van een bekende Franse lerares. Als deze komt te overlijden staat Anna er alleen voor. Zij blijft echter haar eigen weg volgen en slaagt ten slotte in hetgeen zij wil in het ballet.